# Cluster (engenharia de software)

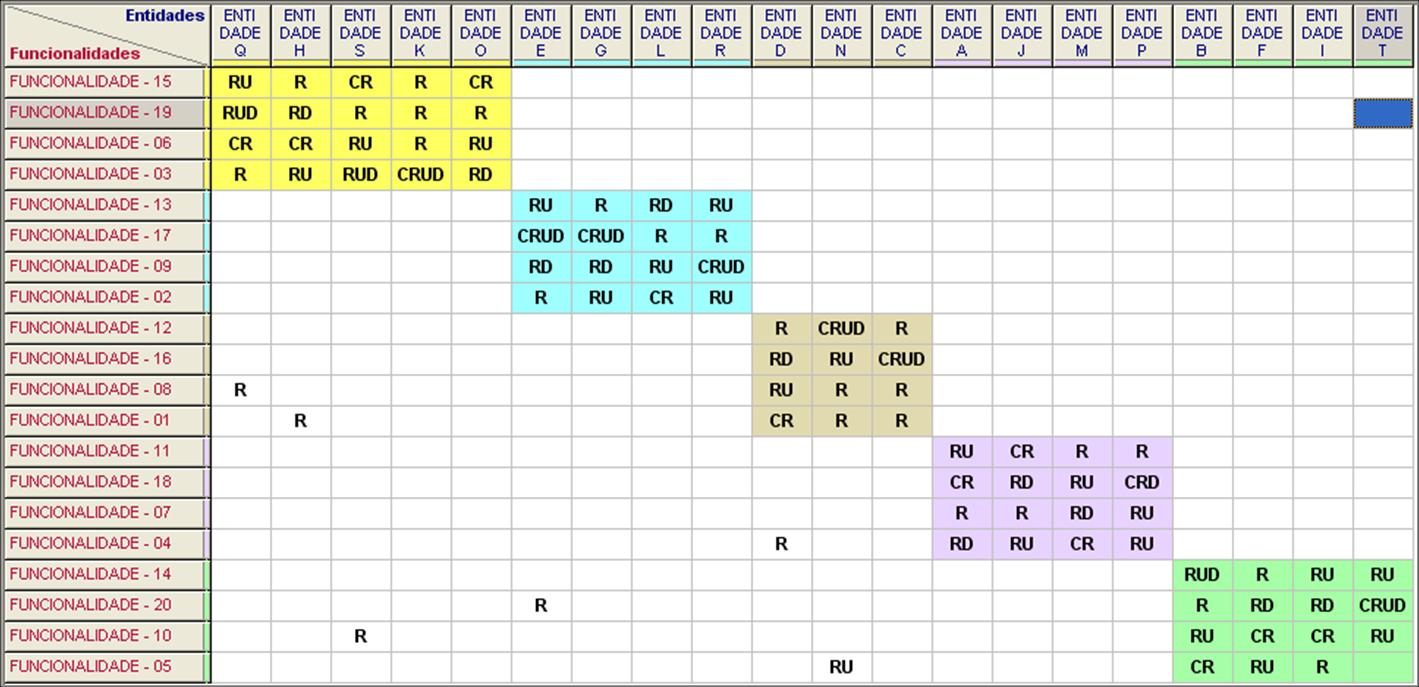
Exemplo de matriz CRUD e seus clusters

No processo de desenvolvimento de sistemas de informação, clusters são blocos formados por Entidades (ou tipos de objetos de dados) e Funcionalidades (ou atividades) que podem ser usados para elaborar componentes, patterns, módulos ou mesmo aplicações voltadas ao suporte de processos de negócio específicos.
Em uma matriz de interações (ou matriz CRUD), os clusters são representados por agrupamentos contínuos de células (interseções) entre as linhas e colunas que guardam afinidade entre si. Funcionalidades que exercem o mesmo tipo de ação (ou semelhante) sobre o mesmo grupo de entidades ou vice versa: entidades que sofrem o mesmo tipo de ação (ou semelhante) exercida pelo mesmo grupo de funcionalidades.